# Селісок
Се́лісок — село в Україні, у Любешівській селищній громаді Камінь-Каширського району Волинської області. Населення становить 295 осіб.
До 10 серпня 2017 року село належало до Зарудчівської сільської ради.

## Населення
Згідно з переписом УРСР 1989 року чисельність наявного населення села становила 293 особи, з яких 150 чоловіків та 143 жінки.
За переписом населення України 2001 року в селі мешкали 294 особи. 100 % населення вказало своєю рідною мовою українську мову.